# Говоров, Андрей Андреевич
Андрей Андреевич Говоров (род. 10 апреля, 1992, Севастополь) — украинский пловец, Заслуженный мастер спорта, двукратный чемпион Первых юношеских Олимпийских игр в Сингапуре, Рекордсмен Мира на дистанции 50 м баттерфляй, многократный чемпион и призёр чемпионатов мира и Европы среди юниоров, многократный призёр чемпионатов Европы, двукратный рекордсмен Европы среди юниоров на дистанции 50 м баттерфляем, шестикратный рекордсмен Украины на дистанциях 50 м и 100 м вольным стилем и 50 м баттерфляем в коротких бассейнах. На Олимпийских играх 2012 года в Лондоне на дистанции 50 метров вольным стилем дошел до полуфинала, показав время 22,09 секунд в утренней сессии и 22,12 в вечерней сессии 2 августа.

## Биография
В июле 2013 на XXVII Всемирной летней Универсиаде в Казани в финале в одном из заплывов на дистанции 50 м баттерфляем, завоевал золото
.
Тренер Андрея — Заслуженный тренер Украины Карташов, Константин Николаевич, а с 2016 года бразильский тренер Arilson Soares da Silva.
В августе 2015 года на первом этапе Кубка мира по плаванию в Москве получил золотую и бронзовую награды.
В декабре 2015 завоевал золото на ЧЕ по короткой воде в Нетании (Израиль) со временем 22.36.
10 июня 2016 года победил на заключительном этапе турнира «Маре Нострум» (Барселона), обновив рекорд соревнований — 23,16 сек., плавание 50 м баттерфляем.
На чемпионате мира по водным видам спорта в Будапеште (2017) получил «бронзу» на дистанции 50 метров баттерфляем.
В мае 2021 года на чемпионат Европы, который проходил в Венгрии в Будапеште, украинский спортсмен на дистанции 50 метров баттерфляем стал серебряным призёром, показав время в финале 23,01.

## Лучшие результаты

### По временным показателям
- 50 м вольный стиль — 21,46 (Рио, Летние Олимпийские игры 2016)
- 50 м вольный стиль — 20,96 (Париж, Кубок мира 2016)
- 50 м баттерфляй — 22,27 (Рим, 1 июля, 2018 ДВ)
- 50 м баттерфляй — 22,36 (Гернинг, 15 декабря, КВ 2013)
- 100 м вольный стиль — 49,12 (Харьков, 17 апреля, 2015 ДВ)
- 100 м вольный стиль — 47,58 (Берлин, 14 ноября, КВ 2009)

## Государственные награды
- Орден «За заслуги» III ст. (25 июля 2013) — «за достижение высоких спортивных результатов на XXVII Всемирной летней Универсиаде в Казани, проявленные самоотверженность и волю к победе, подъём международного авторитета Украины»[6]
- Медаль «За заслуги перед городом Днепропетровск» (2010)

## Личная жизнь
Окончил Днепропетровское высшее училище физической культуры. Сейчас Андрей — студент Днепропетровского национального университета им. О. Гончара.
Женат.